# Мекка
Ме́кка, официально Благоро́дная Ме́кка (араб. مكة المكرمة‎ — Маккату-ль-Мукаррама) — город на западе Саудовской Аравии, расположенный на расстоянии около 80 км от Красного моря. Административный центр округа Мекка. Является центром паломничества для мусульман (см. Хадж).
Ме́кка — священный город мусульман. Её считают «колыбелью ислама». В 630 году, усилив свою позицию, мусульмане мединской общины во главе с пророком Мухаммадом вошли в Мекку, город сдался без боя, жители приняли ислам. Каа́ба была превращена в ориентир обращения мусульман по всему миру в одно направление после ниспослания ая́та Корана, после чего мусульмане стали молиться лицом в сторону Ме́кки (ки́бла), где бы они ни находились, хотя, во времена хиджры мусульмане молились в сторону Иерусалима. В долине рядом с Меккой устроен крупнейший в мире палаточный городок паломников Ми́на.
В центре Ме́кки находится главная и крупнейшая в мире мечеть — Аль-Хара́м (в переводе с арабского — «Запретная мечеть», также имеет другое значение с арабского «Неприкосновенная», «Святыня» или «Священное место»), во внутреннем дворе которой располагается главная святыня ислама — Каа́ба. Немусульманам въезд в Мекку запрещён законом страны. Именно это и послужило названию мечети запретной (аль-Харам).
13 ноября 2010 года открыт надземный метрополитен Мекки — первый в стране; он обеспечивает перемещения по городу и к местам ритуальных обрядов большого количества паломников хаджа: долины Муздали́фа и Мина, Арафа́т.
В 2012 году в Мекке завершено сооружение самого массивного в мире комплекса башен-небоскрёбов Абра́дж аль-Бейт, его самое высокое здание — Королевская часовая башня — является четвёртым по высоте зданием в мире и имеет самые большие и самые высотные в мире часы.
В Мекке в периоды наибольшей численности паломников нередко происходят давки, пожары и прочие инциденты с ранеными и погибшими. В 1990-м году произошла трагедия в пешеходном туннеле в Мекке, в ходе которой погибло около 1,5 тысяч паломников. Самый крупный инцидент с давкой в Мекке произошёл в 2015 году, когда погибло более 2 тысяч паломников.

## Этимология
Полное официальное название города араб. مكة المكرمة‎,Макка аль-Мукаррама — «Благородная Мекка», иногда переводится как «Священный город Мекка». Древнее название города — Бакка (араб. بَـكَّـة‎) — арабское слово с неясной этимологией. По некоторым оценкам, «Бакка» является древним названием долины, располагавшейся на месте города. Исламские апологеты уверены, что до исламских источников именно эта местность упоминается в Танахе под названием Бакка. Позже же упоминается в Псалтире (84:6) Библии версии короля Якова (Джеймса) (ивр. — בָּכָא, англ. — Baca) . Современные учёные опровергли подобные заявления. Другое название Мекки — Тихама (араб. تِـهَـامَـة‎). Ещё одно название Мекки, используемое в арабской и исламской традиции — Фаран или Паран (от названия пустыни Паран, упомянутой в Ветхом Завете — Ваера 21:21). Сирийский географ XII века Якут аль-Хамави писал, что «Фаран» был «еврейским словом, одним из имён Мекки, упомянутых в Торе». Арабская и исламская традиция гласит, что пустыня Паран в широком смысле является Тихамой, а местом, где поселился пророк Исмаил, была Мекка. Форма «Бакка» используется также в Коране (3:96), наряду с формой «Мекка» (48:24). Мусульманские учёные обычно используют его для обозначения священного района города, где расположен храм Кааба.

## География
Мекка находится на высоте 227 метров над уровнем моря, и приблизительно в 80 километрах от побережья Красного моря[уточнить]. Центральная Мекка находится в коридоре между гор, который часто называют «впадиной Мекки». Область содержит долину Аль Таниим, долину Бакка и долину Абкар. Это горное расположение определило стратегию современного расширения города. Центр города находится в районе Масджид аль-Харам, который располагается ниже, чем большая часть города. Территория вокруг мечети составляет старый город. Основные проспекты Аль-Мудаах и Суг аль-Лайл к северу от мечети, и Ас-Суг Ассагир к югу. Пространство вокруг Большой Мечети в центре города было перепланировано, кварталы с сотнями домов были заменены широкими проспектами и городскими площадями. Традиционные дома построены из местных пород и, как правило, имеют два или три этажа. Общая площадь Мекки составляет более 1 200 км².
В древности в Мекке были некоторые основные источники воды, такие колодцы, как Замзам, вода в которых была солоноватой. Был также родник Айн-Зубайда. Источниками этого родника являются горы Джабаль-Саад и Джабаль-Кабкаб, лежащие в нескольких километрах к востоку от Джебаль-Арафа в 20 км на юго-восток от Мекки. Вода была проведена с помощью подземных каналов (кяризов). Третьим источником была дождевая вода, которую собирали в небольшие водоёмы и цистерны. Несмотря на скудность осадков, угроза наводнения существовала с древнейших времён. По словам Аль-Курди, имело место 89 исторических наводнений до 1965 года, в том числе несколько в Саудовский период. В прошлом веке одно из сильных наводнений произошло в 1942 году. После этого в Мекке были построены дамбы.

## Демография
| Годы          | 1965    | 1979    | 2003      | 2007      | 2020      |
| ------------- | ------- | ------- | --------- | --------- | --------- |
| Число жителей | 185 000 | 367 000 | 1 541 800 | 1 700 000 | 2 042 000 |

## Климат
Климат Мекки — тропический пустынный. Мекка является одним из самых жарких городов мира. Абсолютный минимум +10 °C, абсолютный максимум +51,4 °C. Среднегодовая температура в городе +30,7 °C (для сравнения, Даллол, который считается самым жарким населённым пунктом мира, имеет среднегодовую температуру ≈34 °C).
Редкие осадки выпадают в период с октября по апрель с пиком в декабре-январе, когда город иногда достигают редкие циклоны с Средиземного моря. В остальные месяцы осадки практически невозможны.
| \| Показатель \| Янв. \| Фев. \| Март \| Апр. \| Май \| Июнь \| Июль \| Авг. \| Сен. \| Окт. \| Нояб. \| Дек. \| Год \| \| ---------------------------------- \| ---- \| ---- \| ---- \| ---- \| ---- \| ---- \| ---- \| ---- \| ---- \| ---- \| ----- \| ---- \| ----- \| \| Абсолютный максимум, °C \| 37,0 \| 38,3 \| 42,0 \| 44,7 \| 49,4 \| 51,4 \| 50,1 \| 49,6 \| 49,4 \| 46,8 \| 40,8 \| 37,8 \| 51,4 \| \| Средний суточный максимум, °C \| 30,2 \| 31,4 \| 34,6 \| 38,5 \| 41,9 \| 43,7 \| 42,8 \| 42,7 \| 42,7 \| 39,9 \| 35,0 \| 31,8 \| 37,9 \| \| Средняя температура, °C \| 23,9 \| 24,5 \| 27,2 \| 30,8 \| 34,3 \| 35,7 \| 35,8 \| 35,6 \| 35,0 \| 32,1 \| 28,3 \| 25,5 \| 30,7 \| \| Средний суточный минимум, °C \| 18,6 \| 18,9 \| 21,0 \| 24,3 \| 27,5 \| 28,3 \| 29,0 \| 29,3 \| 28,8 \| 25,8 \| 22,9 \| 20,2 \| 24,6 \| \| Абсолютный минимум, °C \| 11,0 \| 10,0 \| 13,0 \| 15,6 \| 20,3 \| 22,0 \| 23,4 \| 23,4 \| 22,0 \| 18,0 \| 16,4 \| 12,4 \| 10,0 \| \| Норма осадков, мм \| 20,6 \| 1,4 \| 6,2 \| 11,6 \| 0,6 \| 0,0 \| 1,5 \| 5,6 \| 5,3 \| 14,2 \| 21,7 \| 21,4 \| 110,1 \| \| Источник: Погодные условия в Мекке \| \| \| \| \| \| \| \| \| \| \| \| \| \| |      |      |      |      |      |      |      |      |      |      |       |      |       |
| Показатель | Янв. | Фев. | Март | Апр. | Май  | Июнь | Июль | Авг. | Сен. | Окт. | Нояб. | Дек. | Год   |
| Абсолютный максимум, °C | 37,0 | 38,3 | 42,0 | 44,7 | 49,4 | 51,4 | 50,1 | 49,6 | 49,4 | 46,8 | 40,8  | 37,8 | 51,4  |
| Средний суточный максимум, °C | 30,2 | 31,4 | 34,6 | 38,5 | 41,9 | 43,7 | 42,8 | 42,7 | 42,7 | 39,9 | 35,0  | 31,8 | 37,9  |
| Средняя температура, °C | 23,9 | 24,5 | 27,2 | 30,8 | 34,3 | 35,7 | 35,8 | 35,6 | 35,0 | 32,1 | 28,3  | 25,5 | 30,7  |
| Средний суточный минимум, °C | 18,6 | 18,9 | 21,0 | 24,3 | 27,5 | 28,3 | 29,0 | 29,3 | 28,8 | 25,8 | 22,9  | 20,2 | 24,6  |
| Абсолютный минимум, °C | 11,0 | 10,0 | 13,0 | 15,6 | 20,3 | 22,0 | 23,4 | 23,4 | 22,0 | 18,0 | 16,4  | 12,4 | 10,0  |
| Норма осадков, мм | 20,6 | 1,4  | 6,2  | 11,6 | 0,6  | 0,0  | 1,5  | 5,6  | 5,3  | 14,2 | 21,7  | 21,4 | 110,1 |
| Источник: Погодные условия в Мекке |      |      |      |      |      |      |      |      |      |      |       |      |       |

## История

### Древняя история
Исламская традиция приписывает основание Мекки потомкам Исмаила. Историк Герберт Берг называет эту легенду благочестивым вымыслом Греческий историк Диодор Сицилийский писал в I веке до н. э. в труде «Греческая мифология (Историческая библиотека)» об изолированной области на Аравийском полуострове, где находился священный храм, «священный и почитаемый всеми арабами». Мусульмане отождествляют этот храм с Каабой. Клавдий Птолемей скорее всего упоминал город как «Макораба», однако этот факт является спорным и оспаривается многими учёными.
Примерно с V века Кааба была центром культа языческих племён домусульманской Аравии. Главным богом арабского пантеона был Хубал, которому поклонялось правящее в Мекке племя курайшитов. Этот культ просуществовал до принятия арабами ислама в VII веке.
Курайшиты были опытными купцами и торговцами. В VI веке они начали торговать специями, так как войны на море заставляли купцов искать сухопутные маршруты. Византия до этого контролировала Красное море, но пиратство в этот период усилилось. Другой путь через Персидский залив и реки Тигр и Евфрат был также небезопасен. В этот период Мекка превзошла по популярности такие торговые города, как Петра и Пальмира[уточнить].
Мекка была объектом паломничества задолго до появления ислама, паломники-язычники приходили к своему храму и пили из источника Замзам[уточнить].

### Завоевание Мекки Мухаммедом
Мухаммед родился в Мекке в 570 году, и с тех пор ислам неразрывно связан с ним. Он родился в районе, населённом малочисленной фракцией хашимитов, под властью правящего клана курайшитов. Согласно исламскому учению, в 610 году н. э., рядом с Джабаль аль-Нур в горной пещере Хира, Мухаммед стал получать божественные откровения от Аллаха через архангела Джибриля, на основе чего он стал отстаивать свою форму авраамического монотеизма, противоположную мекканскому язычеству. В соответствии с его откровением, сурой Корана аль Имран 96, «первым домом, который воздвигнут для людей, является тот, что находится в Бекке (Мекке)». После 13 лет гонений со стороны языческих племен в 622 году Мухаммед со своими спутниками «мухаджирами» эмигрировал (см. Хиджра) в Ясриб (позже названный Медина). Однако конфликт между курайшитами и мусульманами продолжился. Они сражались в битве при Бадре, где мусульмане победили курайшитов за пределами Медины, в то время как Битва при Ухуде закончилась ничем. В целом, мекканские усилия по уничтожению ислама потерпели неудачу и оказались дорогостоящими и безуспешными. Во время битвы у рва в 627 году, общевойсковая армия Аравии не смогла нанести поражение силам Мухаммеда.
В 628 году Мухаммед и его последователи хотели войти в Мекку для паломничества, но были заблокированы курайшитами. Впоследствии мусульмане и меккане заключили Худайбийский мирный договор, в соответствии с которым курайшиты пообещали прекратить борьбу с мусульманами и пообещали, что мусульманам будет разрешено совершить паломничество в следующем году. Это должно было стать перемирием на 10 лет. Однако всего два года спустя курайшиты нарушили перемирие, устроив резню группы мусульман и их союзников. После этого Мухаммед и его спутники, насчитывающие 10 тысяч человек, вошли в Мекку. Однако вместо того чтобы продолжать борьбу, город Мекка сдался Мухаммеду, который объявил мир и амнистию для жителей. Образы языческих богов были уничтожены последователями Мухаммеда, а место было исламизированно и вновь посвящено поклонению единому Богу. Мекка была объявлена священным местом в исламе, определяя его как центр мусульманского паломничества, один из пяти столпов веры. После чего Мухаммед вернулся в Медину, назначив Акиба ибн Усаида губернатором города. Другая его деятельность в Аравии привела к объединению полуострова.
Мухаммед скончался в 632 году с чувством единства, которое он передал своей умме (исламской нации). Ислам начал быстро расширяться, и в течение следующих нескольких сотен лет простирался из Северной Африки в Азию и часть Европы. По мере роста исламской империи Мекка продолжала привлекать паломников со всего мусульманского мира и за его пределами, так как мусульмане приезжали для совершения ежегодного паломничества — хаджа.
Также в течение всего года Мекка привлекала различных исследователей, благочестивых мусульман, которые хотели жить поближе к Каабе, и жителей окрестных поселений, которые обслуживали паломников. Из-за сложностей и расходов на хадж паломники прибывали на лодках в Джидду, откуда дальше шли пешком, или присоединялись к ежегодным караванам из Сирии или Ирака.

### Средние века и последующая история
Мекка никогда не была мусульманской столицей, но мусульманские правители заботились о её благополучии, чтобы её горожане были довольны условиями жизни. Во время правления Умара ибн аль-Хаттаба (634—644 годы) и Усмана ибн Аффана (644—656 годы) угроза наводнений заставила халифов пригласить христианских инженеров для строительства плотин в низко расположенных кварталах и дамб для защиты территории вокруг Каабы.
Переселение Мухаммеда в Медину снизило важность Мекки, фокус сместился ещё сильнее, когда Али, четвёртый халиф, выбрал своей столицей Эль-Куфа. Халифат Омейядов перенёс столицу в Дамаск, а Аббасидский халифат — в Багдад, который оставался центром Исламской империи около 500 лет. Абдулла ибн аз-Зубайр захватил Мекку во время Второй Исламской гражданской войны. Город дважды осаждался Омейядами, в 683 и 692 году. После этого некоторое время город не участвовал в политических событиях, управляясь Хашимитами.
В 930 году Мекка была захвачена и разграблена Карматами, миленаристской исмаилистской мусульманской сектой во главе с Абу Тахиром аль-Джаннаби. Пандемия Чёрной смерти поразила Мекку в 1349 году.
В 1517 году шериф Баркат бин Мухаммед признал владычество Османской империи, но сохранил значительную долю независимости.
В 1803 году город был захвачен Дирийским эмиратом, который удерживал Мекку до 1813 года. Это был удар по престижу Османской империи, владевшей городом с 1517 года. Османская империя поставила задачу вернуть Мекку под своё владычество Хедиву Египта Мухаммеду Али, что он и сделал в 1813 году.
В 1818 году салафиты вновь победили, но часть клана Аль Сауда спаслась, они создали Недждский эмират, который просуществовал до 1891 года.
Мекка регулярно подвергалась эпидемиям холеры. 27 эпидемий было зафиксировано во время паломничеств с 1831 по 1930 год. Более 20 тысяч паломников умерло от холеры в Хадж 1907—1908 гг.

### Восстание шерифа Мекки
Во время Первой Мировой войны Османская империя воевала против Антанты на стороне Германии. Она успешно отбила нападение на Стамбул во время Дарданелльской операции и на Багдад во время Осады Эль-Кута. Британский агент Томас Лоуренс сговорился с османским правителем Хусейном бен Али, шерифом Мекки. Хусейн бен Али восстал против Османской империи, и Мекка стала первым городом, захваченным его войсками в битве за Мекку. Восстание шерифа стало поворотным моментом на восточном фронте. Шериф Хусейн провозгласил новое государство, королевство Хиджаз, и объявил Мекку столицей королевства.

### Саудовская Аравия
В 1924 году состоялась битва за Мекку, Абдул-Азиз ибн Сауд воевал против Хусейна бен Али, шерифа Мекки и короля Королевства Хиджаз. Ибн Сауд захватил Мекку, прервав тем самым 700-летнее правление Хашимитов, а Хусейн бен Али бежал в Джидду. Авиация Хиджаза, состоявшая из единственного исправного самолёта Airco DH.9 (пилот Николай Широков) вела авиаразведку и бомбардировку Мекки, сбрасывала листовки с агитацией. 18 января 1925 года Широков потерпел крушение, вместе с ним погиб журналист Умар Шакир.
10 января 1926 года Абдул-Азиз ибн Сауд был провозглашён королём Хиджаза, было образовано королевство Неджд и Хиджаз. 23 сентября 1932 года Неджд и Хиджаз были объединены в одно государство, названное Саудовской Аравией.
Во время Саудовского правления были разрушены многие исторические здания старого города. Официальная версия ислама в Саудовской Аравии, ваххабизм, отрицательно относится к почитанию исторических и религиозных памятников из-за боязни идолопоклонства. В результате с 1985 года было разрушено около 95 % исторических зданий, в том числе тысячелетней давности. Среди прочего были разрушены пять из семи мечетей, построенных ещё дочерью Мухаммеда и его сподвижниками. Был разрушен дом Хадиджи (жены Мухаммада), дом Абу Бакра, дом Али-Ораида (внука Мухаммада) и другие здания. По официальной версии, здания разрушались для создания инфраструктуры приёма паломников на Хадж, однако, когда дом Али-Ораида был обнаружен, Король Фахд собственноручно распорядился сровнять здание с землёй, чтобы оно не стало объектом паломничества.

## Экономика
Экономика Мекки сильно зависит от ежегодного паломничества. Доходы от хаджа питают не только экономику Мекки, но и во многом экономику всего Аравийского полуострова. Раньше паломники облагались налогом. Налоги были особенно высокими во время Великой депрессии, а всего просуществовали до 1972 года. Доходы от паломничества включают также обслуживание паломников. Доходы авиакомпании Saudi Arabian Airlines на 12 % состоят из доходов от паломничества. Доход приносит также наземный транспорт для паломников, предоставление им гостиниц и другого жилья.
Доход города составляет более 100 млн долларов, тогда как саудовское правительство тратит около 50 млн на услуги для хаджа. В городе существуют промышленные предприятия, но они уже не играют важной роли в саудовской экономике, основанной в большей мере на экспорте нефти. В Мекке производят текстиль, мебель и посуду. Большую часть экономики составляет сфера услуг.
Тем не менее, экономика Мекки довольно разнообразна. Предприятия города включают производство гофрированного железа, медные кузницы, столярные мастерские, обивочные мастерские, маслодавильни, предприятия по производству сладостей, мельницы, пекарни, птицефабрики, импорт мороженых продуктов, фотоателье, предприятия по производству льда, фабрики прохладительных напитков, парикмахерские, книжные магазины, туристические агентства и банки.
В XX и XXI веке город значительно вырос, так как с ростом доступности авиаперевозок количество паломников сильно увеличилось. Тысячи саудовцев заняты круглый год в отелях и магазинах по обслуживанию паломников, эти работники, в свою очередь, увеличивают потребность в жилье и услугах. Сегодня Мекка окружена автострадами, построены торговые центры и небоскрёбы.

## Правительство
Мекка управляется муниципалитетом Мекки, советом из 14 избираемых на местах членов, во главе с мэром, который именуется Аль-Амин и назначается Саудовским правительством. Нынешним мэром является Усама аль-Бар.
Мекка является столицей административного округа (провинции) Мекка. С 16 мая 2007 губернатором административного округа (провинции) является принц Халид ибн Фейсал Аль Сауд.

## Культура
Благодаря большому числу паломников, некоторые из которых остаются в Мекке навсегда, город стал одним из самых разноликих городов мусульманского мира. По контрасту с остальной Саудовской Аравией, в особенности с Недждом, Мекка стала, как пишет The New York Times, «удивительным оазисом» свободной мысли и обсуждений, а также «нежелательного либерализма», так как «жители Мекки чувствуют себя оплотом против ползучего экстремизма, превалирующего во многих исламских спорах».
Осман Нури-паша, вали (наместник) Османской империи, привёз в Мекку первый печатный станок в 1885 году. Во время Хашимитского периода на нём печаталась официальная городская газета аль-Кибла. Саудовское правительство начало печатать на нём новую газету, Умм аль-Кура. Позже печатное оборудование было привезено в город из других регионов Ближнего востока.
Сегодня в городе существует собственная газета, Аль Наква (Форум). Другие Саудовские и международные газеты также распространяются в Мекке, Саудовская газета, Аль Мадина, Оказ и Аль-Билад.
В городе работают сотни кабельных, спутниковых и других телевизионных каналов.
В патриархальной Мекке главными видами спорта были импровизированная борьба и состязания в беге. Сегодня самым популярным видом спорта является футбол, в городе располагается самый старый в Саудовской Аравии футбольный клуб Аль-Вахда, основанный в 1945 году. Стадион короля Абдул Азиза, самый большой в Мекке, вмещает 38 000 зрителей.

## Паломничество
Паломничество в Мекку каждый год совершают миллионы мусульман. Есть два вида паломничества, хадж и умра.
Хадж проходит ежегодно в Мекке и близлежащих городах. Во время Хаджа несколько миллионов человек разных национальностей молятся вместе. Каждый взрослый здоровый мусульманин, имеющий физические и материальные возможности посетить Мекку и обеспечить существование своим близким на время путешествия, должен совершить Хадж как минимум один раз в жизни.
Относительно обязательности умры существуют разногласия среди исламских богословов.

## Захват мечети Аль-Харам в ноябре 1979 года
20 ноября 1979 года мечеть Аль-Харам вместе с 6 000 находившимися на тот момент людьми была захвачена группой боевиков из 500 человек. Главарь группы ал-Утайби требовал, чтобы нефть не продавалась Соединённым Штатам, а государственное изобилие не растрачивалось, и потребовал низложить династию Саудитов. Первая попытка штурма мечети была отбита, вторая попытка началась 22 ноября: была предпринята атака на ворота мечети — но без успеха. Затем была предпринята третья атака, на этот раз силами 3 000 солдат при поддержке 12 бронетранспортёров и пяти вертолётов. Но террористы из ракетных установок уничтожили 3 БТР и сбили вертолёт. Тогда король обратился к Франции за помощью. Это было единственное исключение для лиц другого вероисповедания. 4 декабря французский спецназ штурмовал мечеть, погибло 200 боевиков и 250 заложников.

## Запрет на посещение Мекки немусульманами
Находиться в городе немусульманам строго запрещено законодательством Саудовской Аравии. Однако в истории были некоторые исключения. Первым известным немусульманином, посетившим Мекку, считается итальянский путешественник из Болоньи Людовико де Вертема (итал. Ludovico de Verthema), побывавший в Мекке в 1503 году. Одним из самых знаменитых немусульман, посетивших Мекку, является сэр Ричард Фрэнсис Бёртон, совершивший хадж из Афганистана под вымышленным именем в середине XIX века. Также немусульманами (в основном) были французские спецназовцы, которые по просьбе правительства Саудовской Аравии в 1979 году освобождали захваченную террористами мечеть с заложниками. Самолёты также не летают над Меккой, чтобы немусульмане не могли оказываться в этом месте, даже будучи на борту самолётов, помимо этого, причиной запрета полётов является то, что Мекка расположена в гористой местности и пролетающие самолёты создавали бы шум, а для поклонения паломников необходимы спокойствие и безмятежность.